# Batavierenstraat
De Batavierenstraat is een straat in het centrum van Rotterdam, gelegen in de wijk het Oude Westen. De straat loopt tussen de West-Kruiskade en de Diergaardesingel en is de eerste zijstraat aan de rechterzijde van de West-Kruiskade, gerekend vanaf het kruispunt Kruisplein-Diergaardesingel in westelijke richting. De Batavierenstraat is ingericht met eenrichtingsverkeer van zuid naar noord en heeft voornamelijk een woonfunctie. Daarnaast bevindt zich in de straat een kantoorgebouw. Aan de westzijde van de straat lag vroeger het Batavierenhof, een slop dat inmiddels is verdwenen.

## Geschiedenis
De straat, aanvankelijk Batavierstraat, werd in 1865 vernoemd naar de in 1847 opgerichte Koninklijke Handboogschutterij 'De Batavieren te Paard'. Dit was een vereniging van Rotterdamse slepers, die in de 19e eeuw een belangrijke rol speelden in het goederenvervoer. Zij transporteerden ladingen op lange wagens of sleeën, getrokken door paarden.

De leden van de schutterijvereniging behaalden vele prijzen bij nationale concoursen en trokken de aandacht door zich in uniform en met banieren te presenteren tijdens parades en manifestaties. Hun populariteit was zo groot dat de straat uiteindelijk naar hen werd vernoemd.
De straat begint op de plaats waar tot de Tweede Wereldoorlog de Rotterdamse Diergaarde was gelegen en werd sedert ca. 1865 bebouwd met etagewoningen van 4 tot 5 bouwlagen. Naast de woonfunctie kende de Batavierenstraat voor en vlak na de oorlog veel bedrijvigheid met winkels, kleine werkplaatsen en horeca. Kees van Dongen had op nr. 45 een atelier en op de hoek van de Diergaardesingel en de Batavierenstraat (Diergaardesingel 86), baatte Johnny Jordaan enige tijd een café uit.
Het pand 1-3 was jarenlang thuisbasis van de Rotterdamse stadsredactie van een aantal landelijke dagbladen, zoals Trouw en de Volkskrant. In het Batavierenhof werd prostitutie bedreven.
Op nummer 39 rest nog een klassiek appartementengebouw uit 1896, het enige dat herinnert aan het oorspronkelijke 19e-eeuwse karakter van de straat.

## Stadsvernieuwing
Hoewel het bombardement op Rotterdam de Batavierenstraat op een haar na miste, ging de 19e-eeuwse bouwkundige eenheid van de straat geheel verloren door stadsvernieuwing in de jaren ’70 en ‘80. Zowel de westelijke als oostelijke kant ondergingen ingrijpende veranderingen, waarbij oorspronkelijke bebouwing plaatsmaakte voor moderne ontwikkelingen.

### Westzijde
In 1973 werd aan de westelijke kant een kantoorgebouw met postsorteercentrum gebouwd door de PTT, waarvoor het merendeel van de panden en het Batavierenhof werden gesloopt. Het sobere gebouw met vijf bouwlagen is afgewerkt met gevelpanelen van uitgewassen beton, waarbij een sierlaag van zichtbaar grind is toegepast. De plint aan de voorzijde omvat een ruim portiek en gedeeltelijk etalages, terwijl de bovenste verdieping is voorzien van loggia's.

Na het vertrek van de PTT kreeg het gebouw de naam ‘De Batavier’. Het deed aanvankelijk dienst als educatief centrum en functioneerde later als kleinschalig bedrijfsverzamelgebouw voor maatschappelijke instellingen. Sinds begin 2018 is het eigendom van stichting De Verre Bergen, die het ingrijpend renoveerde. In eerste instantie werd het onder meer verhuurd aan de milieuorganisatie The Ocean Cleanup, later vestigde ook de Rotterdamse ombudsvrouw zich in het gebouw. Het naastgelegen kantoorpand werd verbouwd tot een wooncomplex, onder andere bedoeld voor studenten.

### Oostzijde

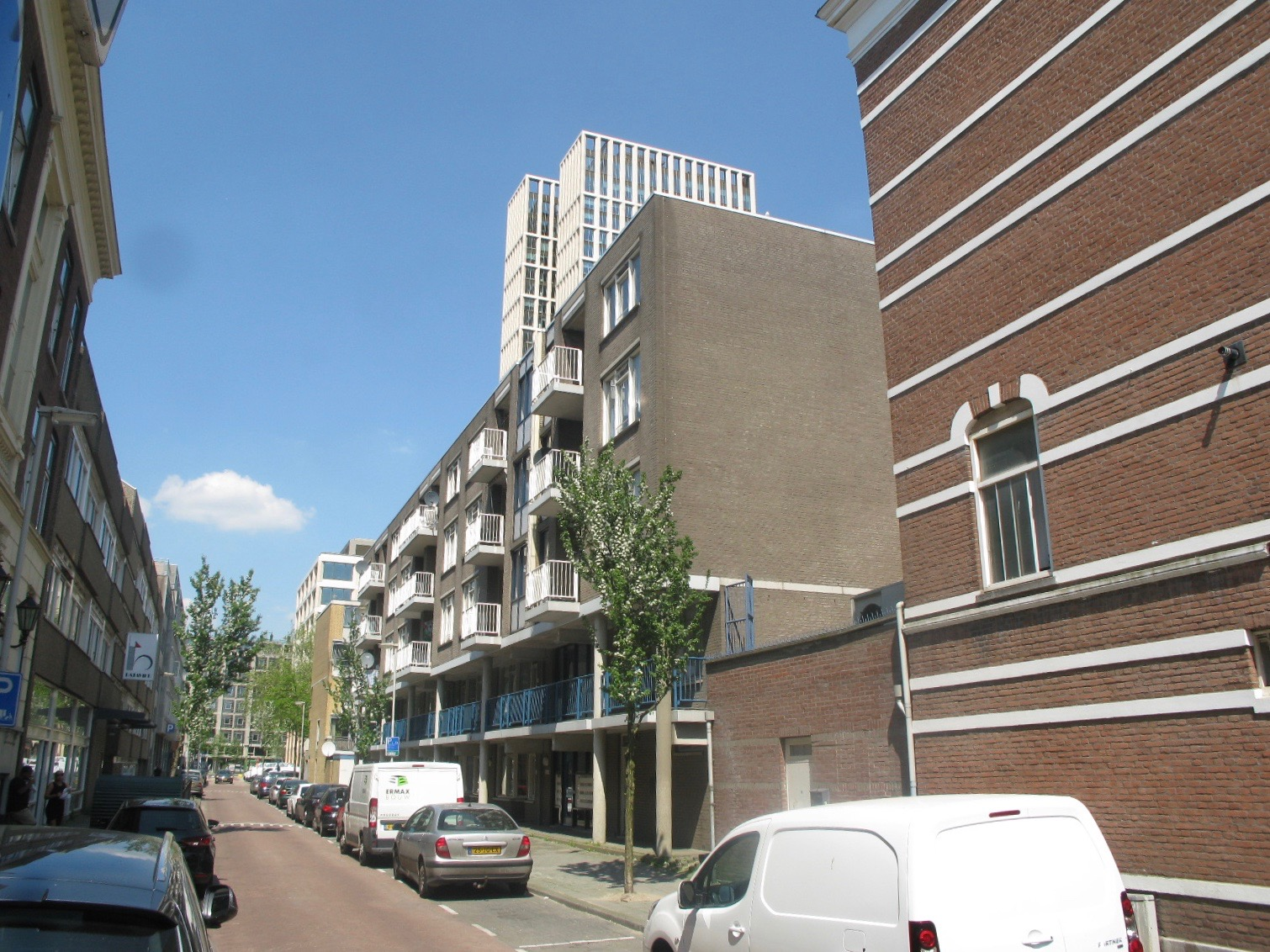
Oostzijde met seniorencomplex

De bebouwing aan de oostzijde van de straat maakte eind jaren ‘80 plaats voor een complex met 29 seniorenwoningen, ontworpen door architect Herman van Olst (1944-1988). Dit project werd in 1990 opgeleverd en geldt als een van de laatste stadsvernieuwingsprojecten in het Oude Westen. Het gebouw met vijf bouwlagen is een kenmerkend voorbeeld van jaren ‘80-architectuur. De gesloten, statische zijgevels, uitgevoerd in metselwerk van bakstenen in wildverband, contrasteren met de dynamiek van de opengewerkte voor- en achtergevels. Kenmerkend voor deze gevels zijn de uitkragende gevelvlakken, galerijen en ritmisch geplaatste balkons. De ondersteunende kolommen zorgen voor een visueel lichtvoetig ontwerp, ondanks de massieve uitstraling van de zijgevels. De combinatie van statische en dynamische elementen sluit aan bij de stedenbouwkundige context van een straat waar klassieke, authentieke bebouwing en functionele naoorlogse bouwstijlen naast elkaar staan. Het ontwerp versterkt de samenhang van de omgeving, geeft de bebouwing een eigentijds karakter en vormt een logische aanvulling op de bestaande structuur. 
Als subtiele verwijzing naar het verleden zijn in de voorgevel ornamenten uit de gesloopte bebouwing verwerkt.

## Trivia
In oktober en november 2024 werden muurschilderingen aangebracht op de gesloten, statische zijgevels van het seniorencomplex, wat leidde tot een brede discussie over participatie en esthetiek in de openbare ruimte. Deze zogenaamde murals, vervaardigd door kunstenares Dalal Mitwally, zijn het resultaat van een opdracht van het Nederlands Fotomuseum in samenwerking met het Mauritshuis, gefinancierd door de VriendenLoterij en woningcorporatie Woonstad Rotterdam.
De plaatsing van de murals leidde tot controverse in de buurt. Hoewel de meningen verdeeld zijn, geven veel bewoners aan zich door de afbeeldingen geïntimideerd te voelen en twijfelen zij aan de kwaliteit. Ook wordt de opdrachtgevers verweten dat de bewoners niet vooraf zijn geïnformeerd over de plaatsing en keuze van de kunstwerken, en niet zijn betrokken bij het besluitvormingsproces. Dit leidde tot een reeks verzoeken aan het college van burgemeester en wethouders om handhavend op te treden en de murals te toetsen aan de criteria voor een welstandsexces en aan de bepalingen van de Algemene Plaatselijke Verordening (APV). Daarnaast werd een breed gedragen petitie ingediend bij wethouder Said Kasmi waarin de gemeente wordt aangespoord het proces te evalueren en een zorgvuldig, strikt beleid te ontwikkelen voor projecten zoals muurschilderingen, die het woongenot kunnen aantasten. 
De controverse roept vragen op over de toepassing van de Omgevingswet, die participatie en zorgvuldig afwegen van belangen centraal stelt bij ruimtelijke projecten in de openbare ruimte.
De kwestie trok de aandacht van burgemeester Carola Schouten, die op 11 december 2024 een bezoek aan de straat bracht om zich door de bewoners te laten informeren. Kort daarna wezen bewoners op de toenemende graffiti en het vandalisme rond de murals en riepen zij wethouder Chantal Zeegers op om Woonstad ter verantwoording te roepen.

Naar aanleiding van deze kwestie ontstond in de media een ruimere discussie over de rol van muurkunst, waarbij werd gesteld dat het vaak wordt ingezet om dieperliggende problemen, zoals buurtverpaupering, te maskeren.

## Afbeeldingen

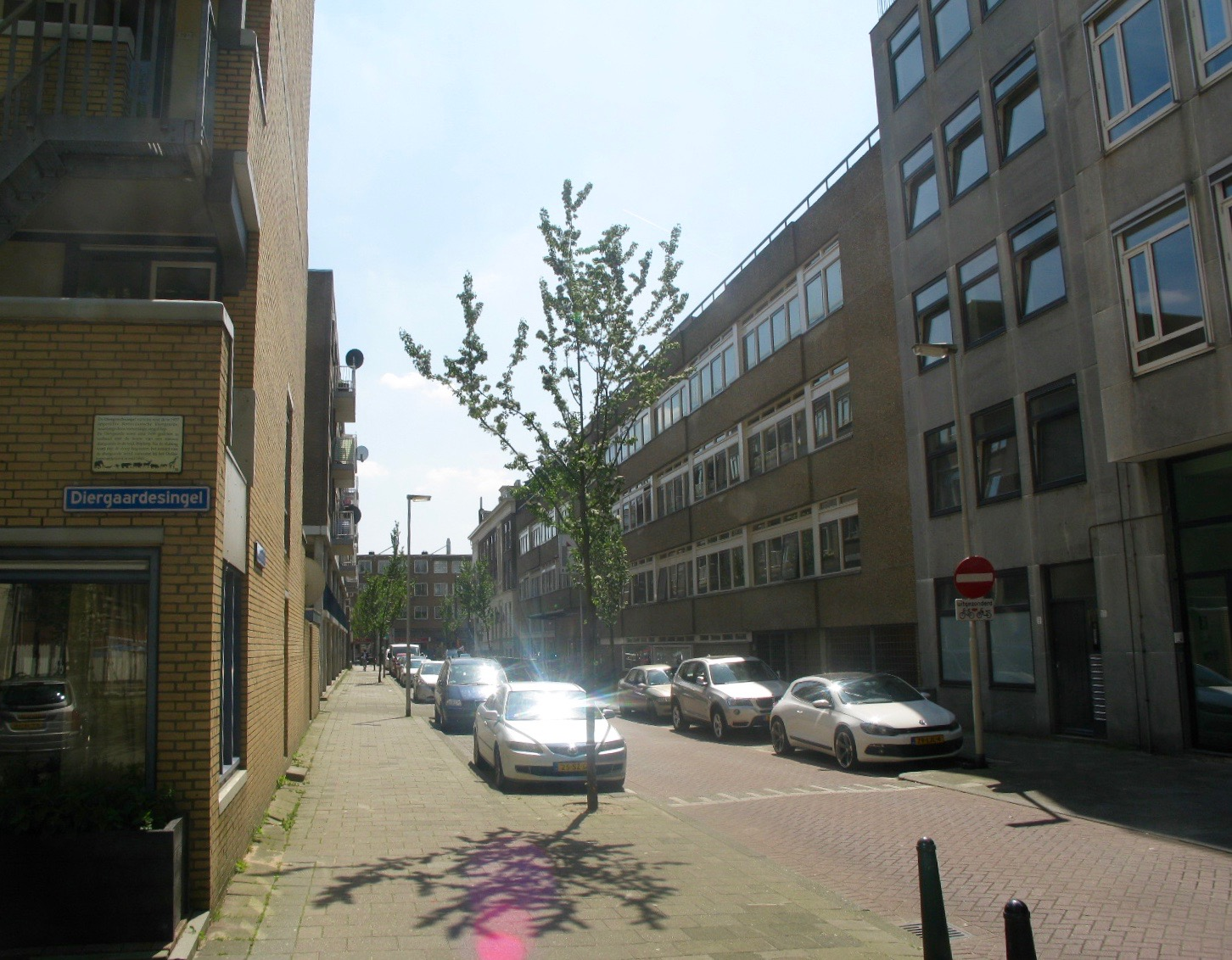
Westzijde met verzamelgebouw 'de Batavier'
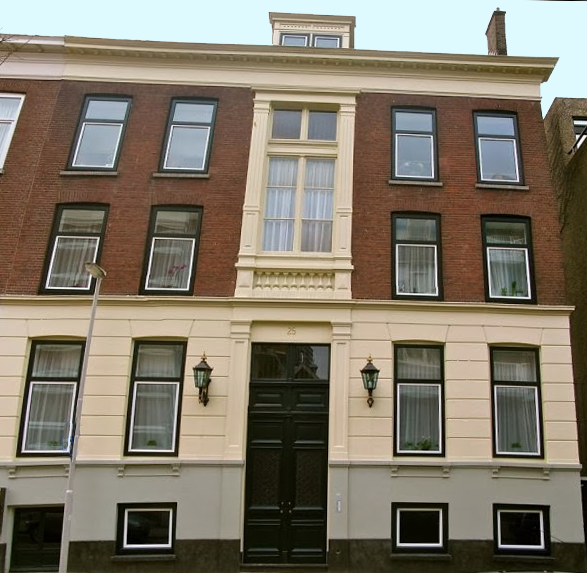
Appartementengebouw Batavierenstraat 39